# La rusa
La rusa és una pel·lícula espanyola d'intriga política dirigida el 1987 per Mario Camus amb el guió de la novel·la homònima de José Luis Cebrián, antic director d'El País, i produïda per Pedro Masó Paulet. Comptava amb un pressupost de 200 milions de pessetes i fou rodada a París i a Brussel·les. Van escollir com a protagonistes a l'actor francès Didier Flamand i a la model neerlandesa Angeli Van Os Malgrat que la revista Fotogramas la considera decebedora perquè no aclara la tèrbola trama del llibre fou nominada al Goya a la millor fotografia el 1987.

## Argument
Transició espanyola. Juan Altamirano, assessor del govern espanyol en relacions internacionals i diputat, casat i amb tres fills, a una reunió de les Joventuts Socialistes a París coneix Begoña Aizpuru, militant d'extrema esquerra i vint anys més jove que ell. S'enamora perdudament d'ella. Però la militància de Begoña fa sospitar als serveis d'Informació que pugui tractar-se d'una agent del KGB en un moment que és encarregat pel govern de negociar amb membres d'ETA a Brussel·les.

## Repartiment
- Angeli Van Os - Begoña
- Didier Flamand - Juan Altamirano
- Eusebio Lázaro - Ministre
- Fernando Guillén Cuervo - Pedro
- Luis Hostalot -	Jon